# Mauro Simeoli
Mauro Simeoli (Casoria, 18 aprile 1929 – Casavatore, 5 gennaio 2019) è stato un calciatore italiano, di ruolo difensore.

## Carriera
Cominciò la carriera nell'Associazione Sportiva Lucchese Libertas 1905. Nel 1953 si trasferì al Cagliari, squadra nella quale militerà per sette stagioni consecutive, disputando 173 incontri in Serie B.